# Thonotosassa
Thonotosassa is een plaats (census-designated place) in de Amerikaanse staat Florida, en valt bestuurlijk gezien onder Hillsborough County.

## Demografie
Bij de volkstelling in 2000 werd het aantal inwoners vastgesteld op 6091.

## Geografie
Volgens het United States Census Bureau beslaat de plaats een oppervlakte van
46,6 km², waarvan 43,2 km² land en 3,4 km² water. Thonotosassa ligt op ongeveer 29 m boven zeeniveau.

## Plaatsen in de nabije omgeving
De onderstaande figuur toont nabijgelegen plaatsen in een straal van 16 km rond Thonotosassa.